# Magnificat (Bach)
El Magníficat en re major, BWV 243, és una de les grans obres vocals de Johann Sebastian Bach. Va ser publicada el 1723 i està escrita per a cor a cinc veus i orquestra i destinada per a la festa de la visitació de la Verge Maria el 2 de juliol.
Es tracta de fet d'una re-escriptura d'un primer magníficat (BWV 243a), escrit en mi bemoll major, per al servei litúrgics de Nadal de 1723, en el qual Bach va eliminar alguns cors i va transportar l'obra a la tonalitat de re major que, entre altres coses, és més adequada per a una millor sonoritat de les trompetes.

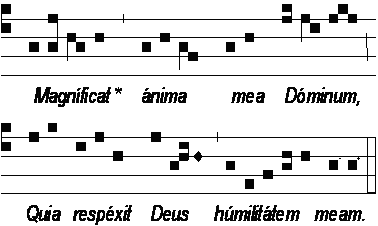
Magníficat gregorià

En l'època de Bach, a Leipzig es cantava el Magníficat en la versió alemanya, traduïda per Martí Luther Meine Seele erhebt den Herrn, a les vespres del dissabte i del diumenge. Es tracta d'un coral a quatre veus, la melodia del qual procedeix del Magnificat gregorià en el 9è to (tonus peregrinus). La font és l'Enchiridion de Georg Rhau (1535) i el Gesangbuch de J. Klug (1535). Aquesta melodia fou utilitzada per Bach en la cantata BWV 10 «Mein Seele erhebt den Herrn» (coneguda també com el Magnificat alemany), escrita per al dia de la Visitació el 2 de juliol de 1724 i també en el preludi coral BWV 648, de la col·lecció de Corals Schübler. Curiosament aquesta mateixa melodia és utilitzada com a cantus firmus al solo d'oboè del número 10 del Magnificat Suscepit Israel.
El Magnificat és una de les poques peces musicals del compositor basada en un text en llatí. La Missa en si menor és l'altra gran obra de Bach sobre text llatí i, com el Magníficat, també està l'escrita per a cinc veus.

## Estructura
L'obra està dividida en dotze parts, totes elles vocals. Hi ha 5 àries dedicades a cada una de les 5 veus, un duet, un trio i 5 números dedicats al cor. La seva execució dura aproximadament 30 minuts.
1. Magnificat anima mea dominum, per a cor
2. I exultavit spiritus meus, per a soprano 2
3. Quia respexit, per a soprano 1
4. Omnes generationes, per a cor
5. Quia fecit mihi magna, per a baix
6. Et misericordia eius, per a contralt i tenor
7. Fecit potentiam, per a cor
8. Deposuit potentes, per a tenor
9. Esurientes implevit bonis, per a contralt
10. Suscepit Israel per a soprano 1, soprano 2 i contralt
11. Sicut locutus est, per a cor
12. Gloria, per a cor

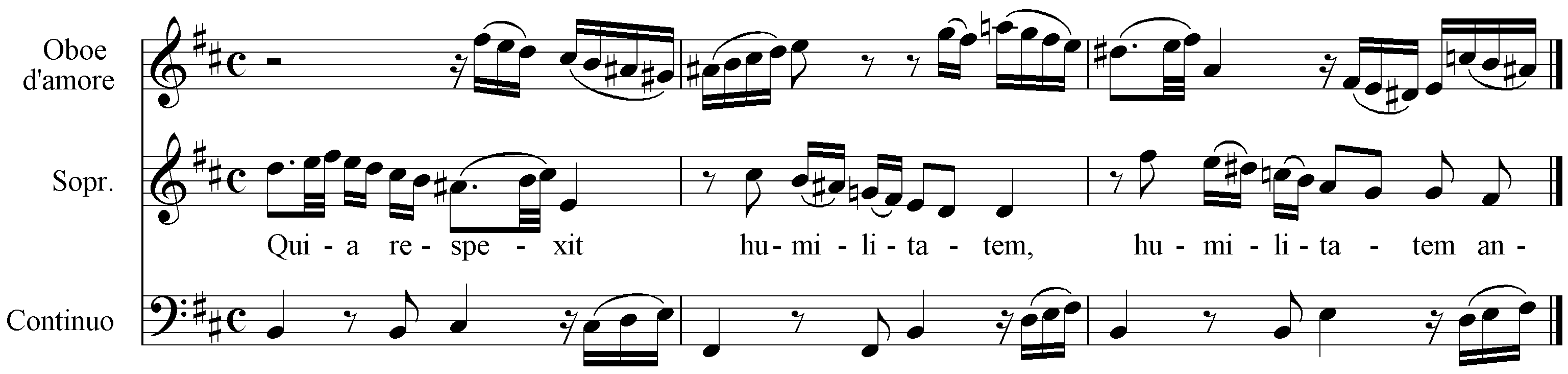
Ària Quia respexit del Magnificat de Bach

Els canvis principals entre les diferents parts que s'observen amb relació a l'obra composta el 1723, amb textos propis de la litúrgia de Nadal, són els següents:
- 2. Vom Himmel hoch, motet coral, un motet coral
- 5. Freut euch und jubiliert, per a cor
- 7. Gloria in excelsis Deo, per a cor
- 9. Virga Jesse floruit, un duet per a soprano i baix